# Favágók (együttes)
A Favágók magyar együttes, hobbizenekar volt. Frontembere Vágó István televíziós műsorvezető volt.

## Története
Évekig csak szórakozásból jártak össze, saját örömükre zenéltek. Néhány év múlva gondoltak csak arra, hogy ezt a muzsika iránti szeretetet és szenvedélyt másokkal is meg kellene osztaniuk. Ekkor (1997-ben)  és ezért megalapították a Favágókat, ahol Vágó István basszusgitáron játszik. A Kifutó című televíziós műsorban mutatkozhattak be először. Zenéjük irányzata inkább rhythm-and-bluesos, ami a dzsessz egyik testvérműfaja ritmusát tekintve. 2009-ben megszűnt.

## Az együttes tagjai
- Vágó István (basszusgitár, ének)
- Heilig Gábor (akusztikus gitár, ének, zene, szöveg)
- Makrai Pál, később Marschalkó Zoltán (elektromos gitár, ének)
- Majsai Gábor (trombita, szájharmonika, ének)
- Gallai Péter (billentyű, ének)
- Látó János (dob, ének)

## Diszkográfia
- Első reccsenet (1999)
- Második reccsenet (2001)